# Мирко Буневски
Мирко Йован Буневски (на македонска литературна норма: Мирко Jован Буневски) е югославски полицейски служител и политик.

## Биография
Роден е на 10 октомври 1928 г.
През 1974 – 1982 е републикански секретар за вътрешни работи с ранг на министър в четиринадесетото и петнадесетото правителство на Социалистическа република Македония.
Издига се и става заместник съюзен секретар (заместник-министър) на вътрешните работи на Югославия. На тази длъжност през ноември 1982 г. подписва решение за предоставяне на тристаен апартамент в Белград на тайния агент Желко Ражнатович – Аркан.
На 12 септември 2012 г. Комисията за лустрация на Р. Македония го лустрира като наредбодател на тайните югославски служби.